# Johan Wellton
Johan Wellton, född 12 december 1979 i Västervik, är en svensk entertainer med jonglering och fysisk komik som specialitet.

## Biografi
Johan Wellton växte upp i Västervik och flyttade till Gävle 1995-1998 för att gå Cirkusgymnasiet. 2002 återvände han till Gävle och har sedan dess haft sin bas där.
Wellton kommer från en konstnärsläkt med många utövare inom ett flertal områden, såsom Anna Hofman-Uddgren, Öllegård Wellton, Ernst Wellton, Sven Lundqvist, Lars Wellton, Inga Noring-Wellton, Angelica Lundqvist och Fanny Risberg.
Johan Wellton har under många år varit en mycket hängiven gatuartist i den engelska skolan och är en av få svenska artister som haft detta som heltidsarbete. Han har turnerat i ett 20-tal länder och erhållit ett flertal utmärkelser, däribland andra pris i Street Performance World Championship i Dublin 2006. Sedan 2002 har Johan Wellton mer och mer övergått att spela på teatrar.
Johan Wellton är grundare av produktionshuset Fabriken i Gävle, som startades 2002, samt initiativtagare till Cirkusstaden Gävle (Kulturföreningen för utveckling av Gatuvarieté & Cirkuskonst) som grundades 2004.
2006 startade Johan Wellton, i samarbete med Cirkusstaden Gävle, showkonceptet Varieté Royale, då under namnet "Johan Wellton & Friends".
Under våren 2008 medverkade han i Talang 2008, där han gjorde bra jongleringsnummer och tog sig ända till finalen. Väl där slutade han och sex andra personer på delad andraplats. TV4 valde att inte släppa röstningssiffrorna efter finalen.

## Showproduktioner
- 2008 Varieté Royale (Gävle teater, Vasateatern, Slagthuset) (Egen produktion)
- 2007 Johan Wellton möter symfoniorkestern (Gasklockorna, Gävle)
- 2007 Nattvandraren (Piteå kammarorkester, turné)
- 2006 Johan Wellton & Friends (Gävle teater) (Egen produktion)
- 2004- Johan Wellton Unplugged (Turné) (Egen produktion)
- 2003-04 En kväll i Fabriken (Fabriken, Gävle) (Egen produktion)
- 2002-04 Fraktgods (Riksteatern, Turné)
- 2001 Jul jul jul (Galenskaparna, Chinateatern)
- 2000 Jul jul jul (Galenskaparna, Lorensbergsteatern)
- 1998-99 Nattvandraren (Malmö musikteater)
- 1998 Cirkusvind (Stadsteatern, Stockholm)